# Deanna Dunagan
Deanna Dunagan (Monahans, 25 de mayo de 1940) es una actriz estadounidense. Pese a haber aparecido en varias películas y series de televisión, es más conocida por sus papeles en el teatro, particularmente por su papel de Violet Weston en la obra August: Osage County. También interpretó a la abuela Marja (Claire) en la película The Visit (2015).

## Filmografía

### Cine
- 2024, Ghostlight
- 2018, Decisión extrema
- 2015, The Visit
- 2013, The Cherokee Word for Water
- 2011, Mariachi Gringo
- 2007, Dimension
- 2002, Janey Van Winkle
- 1995, Losing Isaiah
- 1990, Men Don't Leave
- 1986, Running Scared
- 1984, The Naked Face

### Televisión
- 2016, The Exorcist
- 2016, The Strain
- 2014, House of Cards
- 2012, Private Practice
- 2011, Have a Little Faith
- 2011, Unforgettable
- 2011, Detroit 1-8-7
- 2010, Ugly Betty
- 2009, Cold Case
- 2009, Psych
- 2009, The Big D
- 2008, Law & Order
- 2005, Prison Break
- 2000, What About Joan?
- 1994, Two Fathers: Justice for the Innocent
- 1987, Amerika
- 1982-84, American Playhouse

### Teatro
- 2015, Marvin's Room
- 2013, The North China Lover
- 2013, Other Desert City
- 2012, A Little Night Music
- 2007-10, August: Osage County
- 2006, Ten Little Indians
- 2006, The Best Man
- 2006, I Never Sang for my Father
- 2004, A Delicate Balance
- 2003, Bounce
- 2003, James Joyce's the Dead
- 2003, Wedding Band
- 2002, A Lie of the Mind
- 2002, Cat on a Hot Tin Roof
- 2001, Butley
- 2001, The Glamour House
- 2001, Cahoots
- 1996, Slaughterhouse-Five
- 1996, The Washington-Sarajevo Talks
- 1996, A Touch of the Poet
- 1992, Inspecting Carol
- 1992, The Song of Jacob Zulu
- 1992, Private Passage
- 1991, Coriolanus
- 1991, Still Waters
- 1988, Stepping Out
- 1981, Children of a Lesser God
- 1980, Sunset/Sunrise
- 1979, Man and Superman